# Leslie Groves
Leslie Richard Groves Jr. (17 d'agost de 1896 - 13 de juliol de 1970) va ser un oficial del Cos d'Enginyers de l'Exèrcit dels Estats Units que va supervisar la construcció del Pentàgon i va dirigir el Projecte Manhattan, un projecte d'investigació de gran secret que va desenvolupar la bomba atòmica durant la Segona Guerra Mundial.
Fill d'un capellà de l'exèrcit nord-americà, Groves va viure en diversos llocs de l'exèrcit durant la seva infància. El 1918, es va graduar quart de la seva promoció a l'Acadèmia Militar dels Estats Units a West Point i va ser destinat al Cos d'Enginyers de l'Exèrcit dels Estats Units. El 1929, va anar a Nicaragua com a part d'una expedició per dur a terme una enquesta per al canal interoceànic de Nicaragua. Després del terratrèmol de Nicaragua de 1931, Groves es va fer càrrec del sistema de subministrament d'aigua de Managua, pel qual va rebre la Medalla Presidencial al Mèrit de Nicaragua. Va assistir a l'escola de comandament i estat major de Fort Leavenworth, Kansas, el 1935 i 1936, i a l'Army War College el 1938 i 1939, després de la qual cosa va ser destinat a l' estat major del  Departament de guerra. Groves va desenvolupar "una reputació com a responsable, conductor i obstinat per al deure". El 1940 va esdevenir ajudant especial de construcció de l'Intendent General, encarregat d'inspeccionar les obres de construcció i comprovar el seu progrés. L'agost de 1941, va ser nomenat per crear el gegantí complex d'oficines per als 40.000 empleats del Departament de Guerra que finalment es convertiria en el Pentàgon.
El setembre de 1942, Groves es va fer càrrec del Projecte Manhattan. Va participar en la majoria dels aspectes del desenvolupament de la bomba atòmica: va participar en la selecció de llocs per a la investigació i la producció a Oak Ridge, Tennessee; Los Alamos, Nou Mèxic; i Hanford, Washington. Va dirigir l'enorme esforç de construcció, va prendre decisions crítiques sobre els diferents mètodes de separació d'isòtops, va adquirir matèries primeres, va dirigir la recollida d'intel·ligència militar sobre el projecte d'energia nuclear alemany i va ajudar a seleccionar les ciutats del Japó que van ser escollides com a objectius. Groves va embolicar el projecte Manhattan amb seguretat, però els espies que treballaven dins del projecte van poder transmetre alguns dels seus secrets més importants a la Unió Soviètica.
Després de la guerra, Groves va romandre al capdavant del Projecte Manhattan fins que la responsabilitat de la producció d'armes nuclears va ser lliurada a la Comissió de l'Energia Atòmica dels Estats Units el 1947. Després va dirigir el Projecte d'Armes Especials de les Forces Armades, que havia estat creat per controlar els aspectes militars. d'armes nuclears. El cap d'estat major de l'exèrcit, el general de l'exèrcit Dwight D. Eisenhower, el va esbroncar sobre la base de diverses queixes, i li va dir que mai seria nomenat Cap d'Enginyers. Tres dies després, Groves va anunciar la seva intenció de deixar l'exèrcit. Va ser ascendit a tinent general just abans de la seva jubilació el 29 de febrer de 1948 en reconeixement del seu lideratge del programa de bombes. Per una llei especial del Congrés, la seva data de rang va ser retrodatada al 16 de juliol de 1945, data de la prova nuclear Trinity. Va passar a ser vicepresident de Sperry Rand.

## Biografia
Leslie Richard Groves Jr. va néixer a Albany, Nova York, el 17 d'agost de 1896, el tercer fill de quatre fills d'un pastor, Leslie Richard Groves Sr., i la seva dona Gwen, de soltera Griffith. Era mig gal·lès i mig anglès, amb alguns avantpassats hugonots francesos que van arribar als Estats Units al segle xvii. Leslie Groves Sr. va dimitir com a pastor de la Sisena Església presbiteriana a Albany el desembre de 1896 per convertir-se en capellà de l'exèrcit dels Estats Units. Va ser destinat al 14è d'Infanteria a Vancouver Barracks a l'estat de Washington el 1897.
Després de l'esclat de la guerra hispanoamericana el 1898, el capellà Groves va ser enviat a Cuba amb el 8a d'Infanteria. En tornar a Vancouver Barracks, se li va ordenar que es reincorporés al 14a d'Infanteria a les Filipines. Va seguir el servei a la guerra filipino-estatunidenca i la Rebel·lió dels bòxers. El 14a d'Infanteria va tornar als Estats Units el 1901 i es va traslladar a Fort Snelling, Minnesota . La família es va traslladar allà des de Vancouver, després es va traslladar a Fort Hancock, Nova Jersey, i va tornar a Vancouver el 1905. El capellà Groves va ser hospitalitzat per tuberculosi a Fort Bayard el 1905. Va decidir establir-se al sud de Califòrnia i va comprar una casa a Altadena. El seu següent destí va ser a Fort Apache, Arizona. La família hi estiuejava i tornava a Altadena on els nens anaven a l'escola.
El 1911, el capellà Groves va rebre l'ordre de tornar al 14è d'Infanteria, que ara estava estacionat a Fort William Henry Harrison, Montana. A Fort Harrison, els Groves més joves van conèixer a Grace (Boo) Wilson, la filla del coronel Richard Hulbert Wilson, un oficial de l'exèrcit de carrera que havia servit amb el capellà Groves durant el desplaçament del 8a d'Infanteria a Cuba. El 1913, la 14a Infanteria es va traslladar una vegada més, aquesta vegada a Fort Lawton a Seattle, Washington.
Groves va ingressar a la Queen Anne High School el 1913 i es va graduar el 1914. Mentre completava l'escola secundària, es va matricular en cursos a la Universitat de Washington, en previsió d'intentar obtenir un nomenament a l'Acadèmia Militar dels Estats Units. Va obtenir una nominació del President, Woodrow Wilson, que li va permetre competir per una vacant, però no va obtenir una nota prou alta a l'examen per ser admès. Charles W. Bell del 9è districte del Congrés de Califòrnia va nomenar Groves com a suplent, però el principal candidat va acceptar. En canvi, Groves es va inscriure a l'Institut Tecnològic de Massachusetts (MIT) i tenia previst tornar a fer l'examen d'accés a West Point. El 1916, Groves va tornar a provar, va aconseguir una puntuació de superació i va ser acceptat. Més tard va dir: "Entrar a West Point va complir la meva major ambició. M'havia criat a l'exèrcit i, principalment, havia viscut al destinacions de l'exèrcit tota la meva vida".

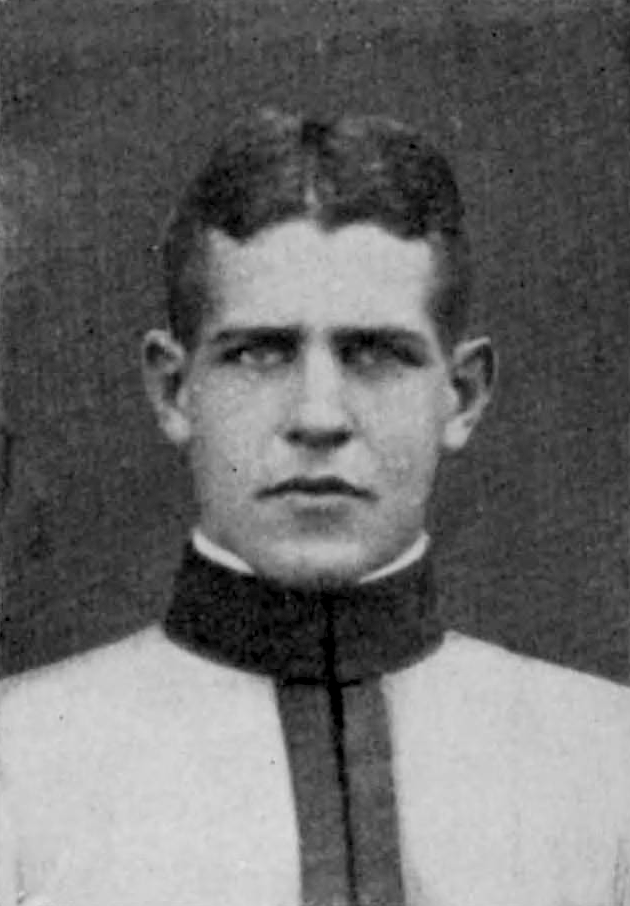
A West Point el 1918

La promoció de Groves va entrar a West Point el 15 de juny de 1916. La  declaració de guerra dels Estats Units a Alemanya l'abril de 1917 va fer que el seu programa d'instrucció s'escurcés com a Curs d'emergència de guerra (WEC), que es va graduar l'1 de novembre de 1918, un any i mig abans del previst. Groves va acabar quart de la seva classe, cosa que li va valer una comissió com a segon tinent al Cos d'Enginyers de l'Exèrcit dels Estats Units, la primera opció de la majoria de cadets d'alt rang.
Al MIT havia jugat a tennis de manera informal, però a West Point no podia patinar per a l'hoquei sobre gel, no li agradava el bàsquet i no era prou bo per al beisbol o la pista. Així que el futbol era el seu únic esport. Va dir que "jo era el central número dos però estava a la banqueta la major part del temps, ja que en aquells dies no hi havia suplents i normalment el número u jugava tot el partit. Jo no era gaire pesat, i avui seria considerat massa lleuger per jugar".

### Període d'entreguerres
Després del tradicional mes de permís després de graduar-se a West Point, Groves es va presentar al Camp A. A. Humphreys, Virginia, el desembre de 1918, on va ser ascendit a tinent l'1 de maig de 1919. Va ser enviat a França al juny en una gira educativa. dels camps de batalla europeus de la Primera Guerra Mundial. Després de tornar d'Europa, Groves es va convertir en oficial estudiant a l'Escola d'Enginyers de Camp Humphreys el setembre de 1919. En graduar-se va ser destinat al 7è Enginyer a Fort Benning, Geòrgia, com a comandant de companyia.
Va tornar a Camp Humphreys el febrer de 1921 per al curs d'oficials bàsics d'enginyer.  En graduar-se l'agost de 1921, va ser destinat al 4t d'Enginyers, estacionat a Camp Lewis, Washington. Després va ser destinat a Fort Worden al comandament d'un destacament d'investigació. Això era a prop de Seattle, així que va poder seguir el seu festeig de Grace Wilson, que s'havia convertit en mestra d'infantil. Es van casar a l'església episcopal de St. Clement a Seattle el 10 de febrer de 1922. El seu matrimoni va produir dos fills: un fill, Richard Hulbert, nascut el 1923, i una filla, Gwen, nascuda el 1928.
El novembre de 1922, Groves va rebre la seva primera destinació a l'estranger, com a comandant de la companyia amb el 3r Enginyer a la caserna de Schofield a Hawaii. Es va guanyar una mena d'elogi pel seu treball allà, construint un camí des de Kahuku fins a Pupukea. El novembre de 1925 va ser destinat a Galveston, Texas, com a ajudant de l'enginyer de districte, el major Julian Schley. Les tasques de Groves incloïen l'obertura del canal a Port Isabel i la supervisió de les operacions de dragatge a la badia de Galveston. El 1927 va esdevenir comandant de la Companyia D, 1r Enginyers, a Fort DuPont, Delaware.
Durant la inundació de Nova Anglaterra de novembre de 1927 va ser enviat a Fort Ethan Allen, Vermont, per ajudar amb un destacament del 1r Enginyers. Després que un pont de pontons que van construir va ser inundat i arrossegat per les aigües de la inundació, Groves va ser acusat de negligència. Un mes més tard, Groves i diversos dels seus homes van resultar greument ferits, un mortalment, quan un bloc de TNT va detonar prematurament. El superior de Groves va escriure un informe crític sobre ell, però el cap d'enginyers, el major general Edgar Jadwin va intercedir, atribuint la culpa als superiors de Groves. Groves va ser retornat a Fort DuPont.
L'any 1929, Groves va marxar cap a Nicaragua a càrrec d'una companyia dels 1r Enginyers com a part d'una expedició que tenia com a objectiu dur a terme una prospecció per al Canal Interoceànic de Nicaragua. Després del terratrèmol de Nicaragua de 1931, Groves va assumir la responsabilitat del sistema de subministrament d'aigua de Managua, pel qual va rebre la Medalla Presidencial al Mèrit de Nicaragua. Groves va ser ascendit a capità el 20 d'octubre de 1934. Va assistir a l'escola de comandament i estat major de Fort Leavenworth, Kansas, el 1935 i el 1936, després de la qual cosa va ser destinat a  Kansas City, Missouri, com a ajudant del comandant de la divisió del riu Missouri. El 1938 i el 1939 va assistir a l'Army War College. L'1 de juliol de 1939, va ser destinat a l'Estat Major del Departament de Guerra a Washington, D.C.

### Segona Guerra Mundial

#### Divisió de Construcció

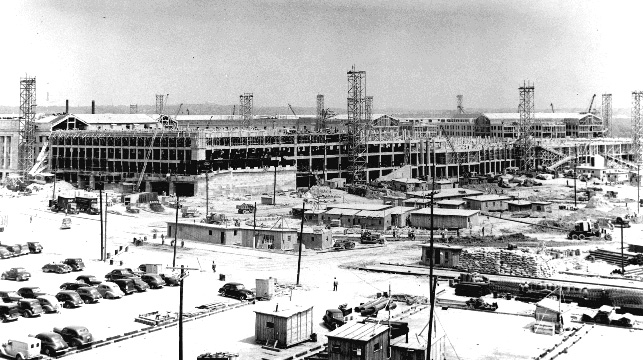
Exposició nord-oest que mostra la construcció del Pentàgon, 1 de juliol de 1942.

Groves va ser ascendit a major l'1 de juliol de 1940. Tres setmanes més tard, es va convertir en assistent especial per a la construcció de l' Intendent General, el major general  Edmund B. Gregory. Els dos homes es coneixien des de feia molt de temps, ja que el pare de Groves era un amic íntim de Gregory. En aquest punt, l'exèrcit nord-americà estava a punt d'embarcar-se en una mobilització nacional, i era tasca de la Divisió de Construcció del Cos d'Intendència preparar els allotjaments i les instal·lacions d'entrenament necessàries per al vast exèrcit que es crearia. L'enorme programa de construcció havia estat perseguit per colls d'ampolla, escassetat, retards, costos en espiral i males condicions de vida a les obres de construcció. Els diaris van començar a publicar comptes acusant la Divisió de Construcció d'incompetència, ineptitud i ineficiència. Groves, que "tenia una reputació d'executor, de conductor i d'adherent al servei", va ser un dels nombrosos oficials enginyers que es van incorporar per capgirar el projecte. Se li va encarregar d'inspeccionar les obres i comprovar el seu progrés.
El 12 de novembre de 1940, Gregory va demanar a Groves que prengués el comandament de la Subdivisió de Tarifa Fixa de la Divisió de Construcció tan aviat com arribés el seu ascens a coronel. Groves va assumir el seu nou rang i deures el 14 de novembre de 1940. Groves va recordar més tard:
| « | Durant la primera setmana que vaig estar de servei allà, no vaig poder sortir de la meva oficina pel passadís fins a l'oficina d'Hartman sense ser literalment agredit pels oficials o enginyers civils amb responsabilitat d'enllaç per a diversos camps. No és exagerat afirmar que durant aquest període les decisions que implicaven fins a 5.000.000 $ [109.000.000 $ amb inflació] es van prendre a un ritme d'aproximadament un cada 100 peus de passadís recorregut. | » |

En primer lloc, el General Groves és el fill de puta més gran per al qual he treballat. Ell és el més exigent. Ell és el més crític. Sempre és un conductor, mai un lloador. És abrasiu i sarcàstic. No té en compte tots els canals organitzatius normals. És extremadament intel·ligent. Té el valor de prendre decisions difícils i oportunes. És l'home més egoista que conec. Ell sap que té raó i, per tant, es manté amb la seva decisió. Abunda d'energia i espera que tothom treballi tant o fins i tot més que ell. Tot i que em va donar una gran responsabilitat i l'autoritat adequada per dur a terme les seves ordres de tipus missió, es va ficar constantment amb els meus subordinats. No obstant això, per compensar-ho, tenia una plantilla reduïda, la qual cosa significava que no estàvem subjectes a l'acostumbrament habitual del tipus de personal. Va protegir sense pietat el projecte global de la interferència d'altres agències governamentals, cosa que va facilitar la meva tasca. Poques vegades va acceptar la cooperació d'altres agències i només en els seus propis termes. Durant la guerra i des de llavors he tingut l'oportunitat de conèixer molts dels nostres líders més destacats de l'Exèrcit, la Marina i la Força Aèria, així com molts dels nostres destacats líders científics, d'enginyeria i industrials. I, en resum, si hagués de tornar a fer la meva part del projecte de la bomba atòmica i tingués el privilegi d'escollir el meu cap, escolliria el general Groves.
Groves va instituir una sèrie de reformes. Va instal·lar línies telefòniques per als intendents de supervisió de la construcció, va exigir informes setmanals sobre el progrés, va ordenar que els vals de reemborsament es processessin en una setmana i va enviar expeditors als llocs que informaven d'escassetat. Va ordenar als seus contractistes que lloguessin qualsevol equip especial que necessitaven i que paguessin preus superiors si fos necessari per garantir un lliurament ràpid. En lloc de permetre que la construcció dels campaments es procedís en l'ordre que els contractistes consideressin convenient, Groves va establir prioritats per a la finalització de les instal·lacions del campament, de manera que les tropes poguessin començar a moure's fins i tot mentre la construcció encara estava en curs.
A mitjans de desembre, el pitjor de la crisi havia passat. S'havien mobilitzat més de mig milió d'homes i els allotjaments i instal·lacions essencials per a dos milions d'homes estaven complets al 95%. Entre l'1 de juliol de 1940 i el 10 de desembre de 1941, la Divisió de Construcció va concedir contractes per valor de 1.676.293.000 $ (34.724.300.000 $ amb inflació), dels quals 1.347.991.000 $ (34.724.300.000 $ amb inflació), o al voltant del 80 per cent, eren contractes de quota fixa.
El 19 d'agost de 1941, Groves va ser convocat a una reunió amb el cap de la Divisió de Construcció, el general de brigada Brehon B. Somervell. Hi van assistir el capità Clarence Renshaw, un dels ajudants de Groves; Major Hugh J. Casey, el cap de la Secció de Disseny i Enginyeria de la Divisió de Construcció; i George Bergstrom, expresident de l'American Institute of Architects. Casey i Bergstrom havien dissenyat un enorme complex d'oficines per allotjar els 40.000 empleats del Departament de Guerra en un mateix edifici, una estructura de cinc pisos i cinc costats, que finalment es convertiria en el Pentàgon.
El Pentàgon tenia una superfície total de 470.000 m2, el doble que l'Empire State Building, convertint-lo en l'edifici d'oficines més gran del món. El cost estimat era de 35 milions de dòlars (725.000.000 dòlars amb la inflació), i Somervell volia 46.000 m2  d'espai disponible per a l'1 de març de 1942. Bergstrom es va convertir en l' arquitecte-enginyer amb Renshaw a càrrec directament de la construcció. a Groves. En el seu punt àlgid, el projecte donava feina a 13.000 persones. A finals d'abril, els primers ocupants s'estaven traslladant i 93.000 m2 d'espai estava llest a finals de maig. Al final, el projecte va costar uns 63 milions de dòlars (1.305.000.000 dòlars amb inflació).
Groves va superar constantment una crisi rere l'altra, enfrontant-se a vagues, escassetats, prioritats en competència i enginyers que no estaven a l'alçada de les seves tasques. Treballava sis dies a la setmana a la seva oficina de Washington, DC Durant la setmana determinava quin projecte necessitava més atenció personal i el visitava diumenge. Groves va recordar més tard que "esperava arribar a un teatre de guerra perquè pogués trobar una mica de pau".

#### Projecte Manhattan

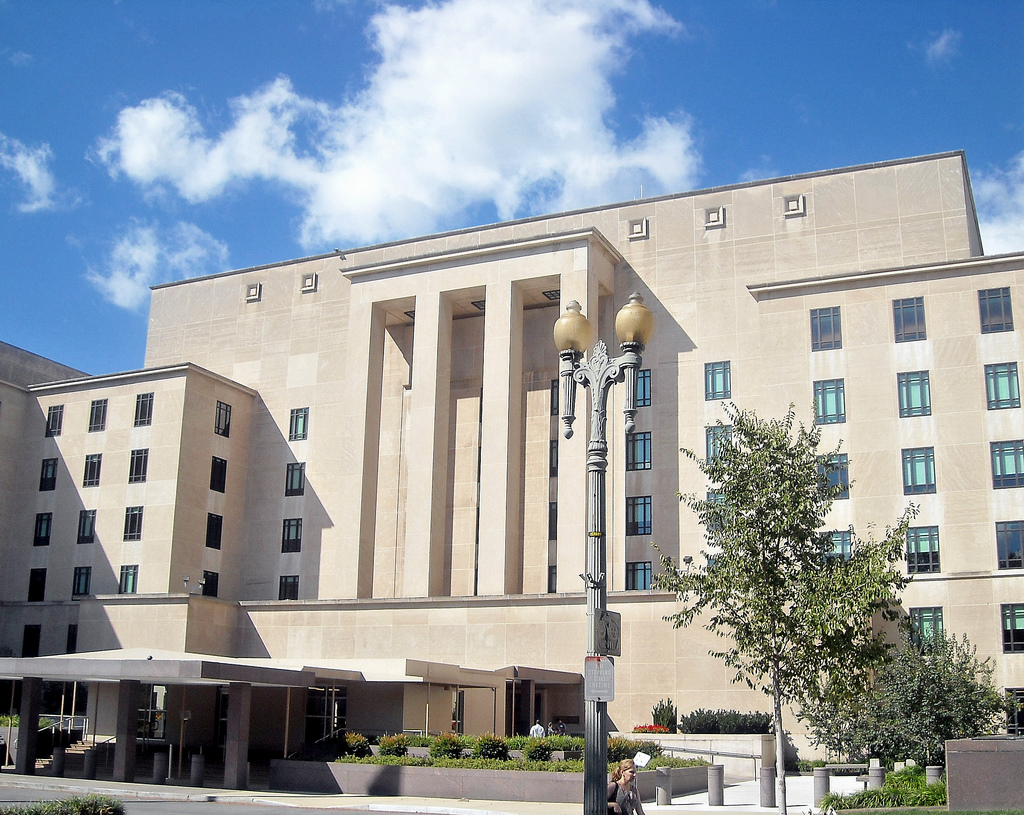
Groves va dirigir el Projecte Manhattan des del cinquè pis del New War Department Building.

El Districte d'enginyers de Manhattan (MED) va ser establert formalment pel cap d'enginyers, el major general Eugene Reybold el 16 d'agost de 1942. El nom va ser escollit per Groves i l'enginyer de districte de MED, el coronel James C. Marshall. Com altres districtes d'enginyers, va rebre el nom de la ciutat on es trobava la seva seu, al número 270 de Broadway. A diferència dels altres, no tenia límits geogràfics, només una missió: desenvolupar una bomba atòmica. Marshall tenia l'autoritat d'un cap d'enginyer de divisió i va informar directament a Reybold.
Tot i que Reybold estava satisfet amb el progrés que s'estava fent, Vannevar Bush ho estava menys. Va sentir que calia un lideratge agressiu i va suggerir el nomenament d'un oficial de prestigi com a director general del projecte. Somervell, ara cap de les forces de servei de l'exèrcit, va recomanar Groves. Somervell es va reunir amb Groves fora de la sala d'audiències on Groves havia estat declarant davant un comitè sobre habitatge militar del Congrés dels Estats Units i li va informar que "El secretari de guerra us ha seleccionat per a una tasca molt important, i el President ha aprovat la selecció... Si fa la feina bé, guanyarà la guerra". Groves no va poder amagar la seva decepció per no rebre una missió de combat: "Oh, això", va respondre.

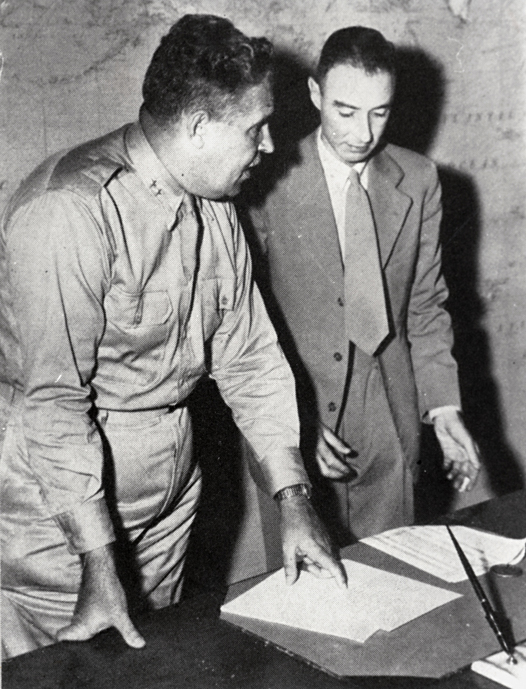
Groves (esquerra) i Robert Oppenheimer

Groves es va reunir amb el major general Wilhelm D. Styer a la seva oficina del Pentàgon per discutir-ne els detalls. Van acordar que, per evitar sospites, Groves continuaria supervisant el projecte del Pentàgon. Seria ascendit a general de brigada, ja que es considerava que el títol de "general" tindria més influència amb els científics acadèmics que treballaven en el Projecte Manhattan. Per tant, Groves va esperar fins que la seva promoció va arribar el 23 de setembre de 1942 abans d'assumir el seu nou comandament. Les seves ordres el van situar directament sota Somervell en lloc de Reybold, amb Marshall ara responsable davant Groves.
Groves va rebre l'autoritat per signar contractes per al projecte a partir de l'1 de setembre de 1942. El subsecretari de Guerra, Robert P. Patterson, va delegar retrospectivament la seva autoritat al president sota la Llei de poders de guerra de 1941 en un memoràndum a Groves datat el 17 d'abril de 1944. Groves va delegar l'autoritat a Kenneth Nichols, llevat dels contractes de 5 milions de dòlars o més que requerien la seva autoritat. L'autoritat escrita només es va donar l'any 1944 quan Nichols estava a punt de signar un contracte amb Du Pont, i es va trobar que l'autoritat original de Nichols per signar contractes de projectes per a Marshall es basava en una autoritat verbal de Styer, i Nichols només tenia l'autoritat de delegació d'un enginyer de divisió.
Groves aviat va decidir establir la seu del seu projecte al cinquè pis del New War Department Building, a Washington, DC, on Marshall havia mantingut una oficina d'enllaç. L'agost de 1943, la seu del MED es va traslladar a Oak Ridge, Tennessee, però el nom del districte no va canviar. La construcció va representar aproximadament el 90 per cent del cost total del Projecte Manhattan.
L'endemà que Groves es va fer càrrec, ell i Marshall van agafar un tren cap a Tennessee per inspeccionar el lloc que Marshall havia escollit per a la planta de producció proposada a Oak Ridge. Groves va quedar adequadament impressionat pel lloc, i es van prendre mesures per condemnar la terra. Les protestes, les apel·lacions legals i les consultes del Congrés no van servir de res. A mitjans de novembre, els U.S. Marshal estaven recollint avisos per desallotjar-se a les portes de la granja, i els contractistes de la construcció s'hi van traslladar.

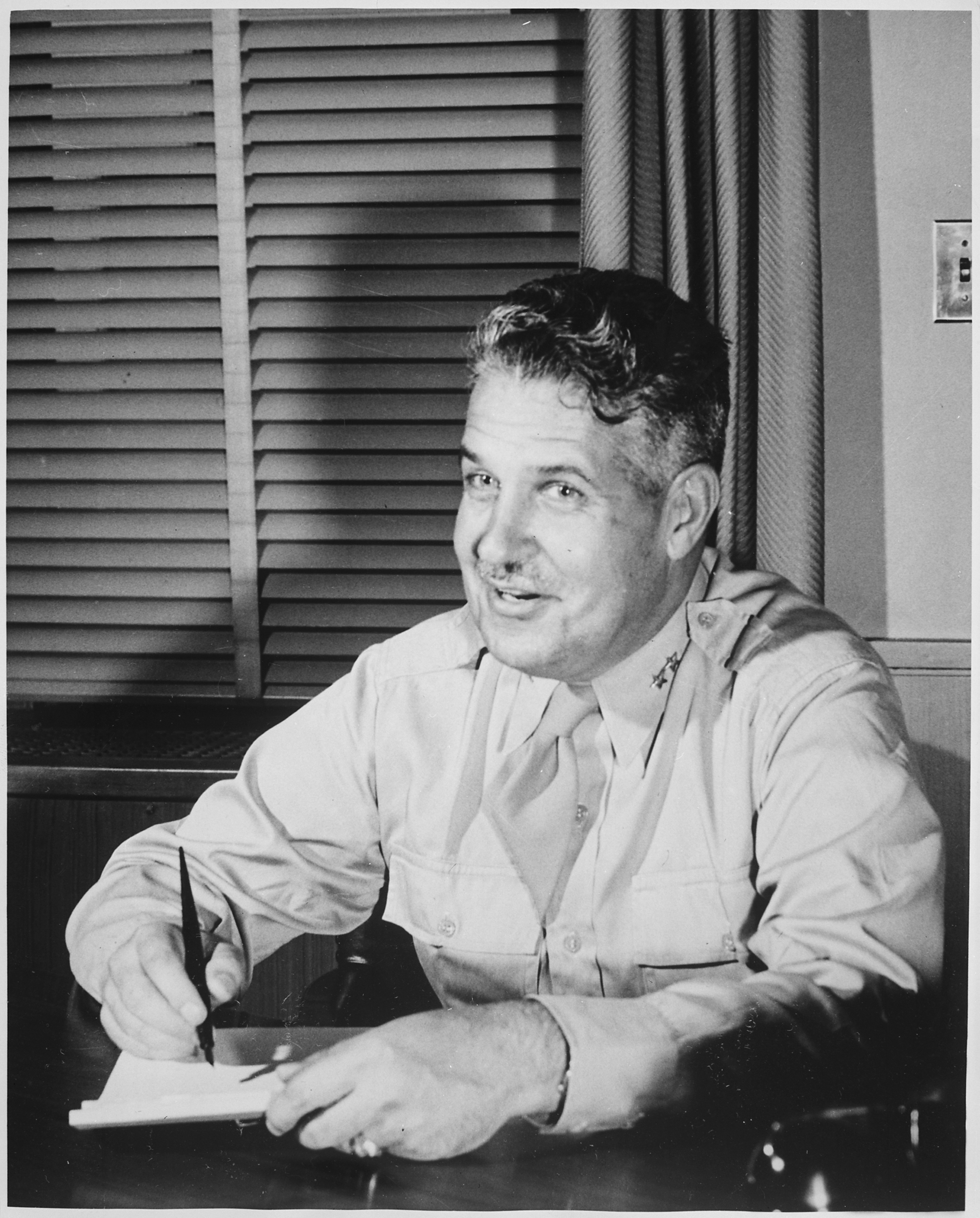
Groves al seu escriptori, 1945

Mentrestant, Groves s'havia reunit amb J. Robert Oppenheimer, un físic de la Universitat de Califòrnia, Berkeley, i va discutir la creació d'un laboratori on es pogués dissenyar i provar la bomba. Groves va quedar impressionat amb l'amplitud dels coneixements d'Oppenheimer. Va tenir una llarga conversa en un tren després d'una reunió a Chicago el 15 d'octubre, quan Groves va convidar Oppenheimer a unir-se a Marshall i Nichols al tren de la 20th Century Limited que tornava a Nova York. Després de sopar al tren, van parlar del projecte mentre estaven abocats a l'habitació d'una sola persona de Nichols, i quan Oppenheimer va deixar el tren a Buffalo, Nichols no tenia cap dubte que havia de dirigir el nou laboratori. Groves va veure que Oppenheimer entenia a fons els problemes que implicava la creació d'un laboratori en una zona remota. Aquestes eren característiques que Groves trobava mancades en altres científics, i sabia que un coneixement ampli seria vital en un projecte interdisciplinari que inclogués no només la física, sinó també la química, la metal·lúrgia, l'artilleria i l'enginyeria.
L'octubre de 1942, Groves i Oppenheimer van inspeccionar llocs a Nou Mèxic, on van seleccionar un lloc adequat per al laboratori de Los Alamos. A diferència d'Oak Ridge, aviat es va adquirir l'escola ranxo de Los Alamos, juntament amb 54.000 acres (22.000 ha) de boscos i pastures circumdants. Groves també va detectar a Oppenheimer alguna cosa que molts altres no van fer, una "ambició desbordant" que Groves va calcular que proporcionaria l'impuls necessari per empènyer el projecte a una conclusió exitosa. Groves es va convèncer que Oppenheimer era el millor i l'únic home per dirigir el laboratori.

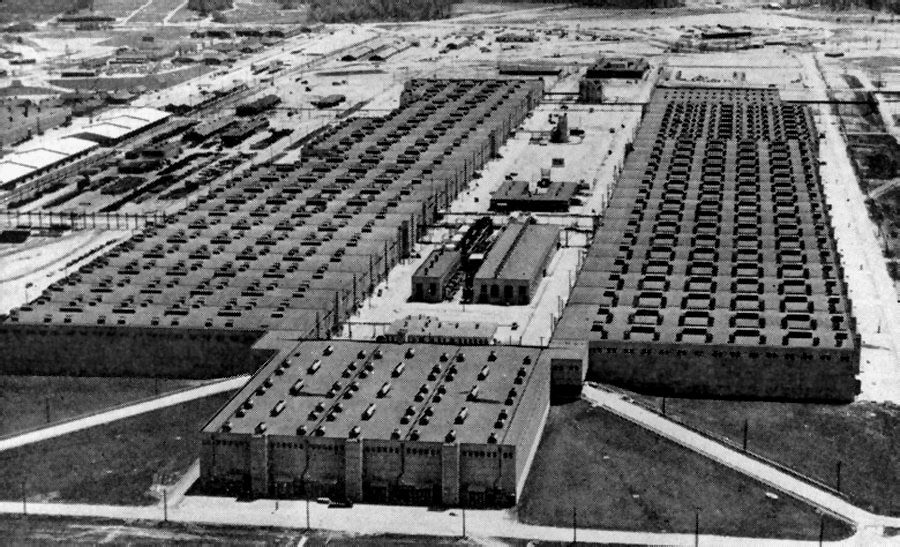
La planta d'Oak Ridge K-25.

Pocs van estar d'acord amb ell el 1942. Oppenheimer tenia poca experiència administrativa i, a diferència d'altres candidats potencials, no tenia cap premi Nobel. També hi havia preocupació sobre si Oppenheimer era un risc per a la seguretat, ja que molts dels seus associats eren comunistes, inclosos el seu germà Frank Oppenheimer, la seva dona Katherine Oppenheimer i la seva xicota Jean Tatlock. Les connexions d'Oppenheimer amb el Partit Comunista aviat van sortir a la llum, però Groves va renunciar personalment als requisits de seguretat i va emetre una autorització a Oppenheimer el 20 de juliol de 1943. La fe de Groves en Oppenheimer es va justificar finalment. El lideratge inspirador d'Oppenheimer va fomentar enfocaments pràctics per dissenyar i construir bombes. Preguntat anys més tard per què Groves el va triar, Oppenheimer va respondre que el general "tenia una debilitat fatal per als homes bons." Isidor Rabi va considerar el nomenament "un autèntic cop de geni per part del general Groves, que en general no era considerat un geni ..."

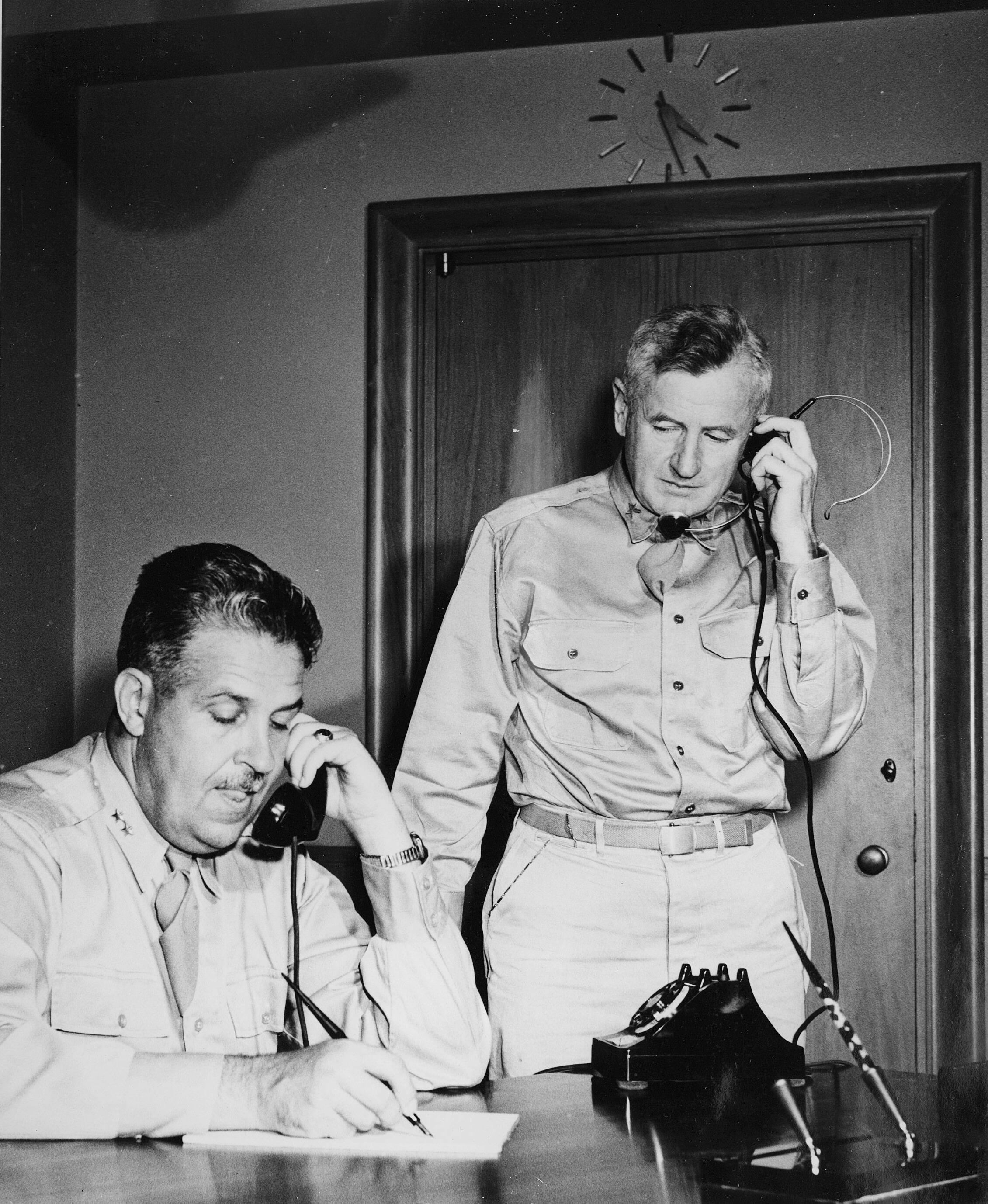
Groves i el general de brigada Thomas Farrell el 1945

Groves va prendre decisions crítiques per prioritzar els diferents mètodes de separació d'isòtops i adquirir matèries primeres necessàries pels científics i enginyers. Quan va assumir el comandament del projecte, era evident que la qualificació de prioritat AA-3 que havia obtingut Marshall era insuficient. Les primeres qualificacions van ser d'AA-1 a AA-4 en ordre descendent, tot i que també hi havia una qualificació especial AAA reservada per a emergències. Les qualificacions AA-1 i AA-2 eren per a armes i equipaments essencials, de manera que el coronel Lucius D. Clay, el sots-cap de personal de Serveis i Subministraments per a requisits i recursos, va considerar que la qualificació més alta que podia assignar era AA-3, tot i que estava disposat a proporcionar una qualificació AAA a petició dels materials crítics per eliminar els colls d'ampolla. Groves es va dirigir a Donald M. Nelson, el president del Comitè de Producció de Guerra i, després d'amenaçar amb portar l'assumpte al president, va obtenir una prioritat AAA per al projecte Manhattan. Es va acordar que la prioritat AA-3 encara s'utilitzaria sempre que fos possible.
El Comitè de Producció de Guerra va ser establert pels governs del Regne Unit, Estats Units i Canadà el juny de 1944, amb Groves com a president, per adquirir minerals d'urani i tori als mercats internacionals. El 1944, el fideïcomís va comprar 3.440.000 lliures (1.560.000 kg) de mineral d'òxid d'urani a les empreses que explotaven mines al Congo Belga. Per tal d'evitar informar el secretari del Tresor, Henry Morgenthau Jr., sobre el projecte, es va utilitzar un compte especial no subjecte a les auditories i controls habituals per mantenir els diners del Trust. Entre 1944 i el moment en què va dimitir del Trust el 1947, Groves va dipositar un total de 37,5 milions de dòlars al compte del Trust.
Preocupat per les grans pèrdues que es van produir durant la batalla de les Ardenes, a finals de desembre de 1944 el president Roosevelt va sol·licitar que les bombes atòmiques fossin llançades sobre Alemanya durant la seva única reunió amb Groves durant la guerra. Groves li va informar que per la primera bomba viable encara quedaven uns mesos.

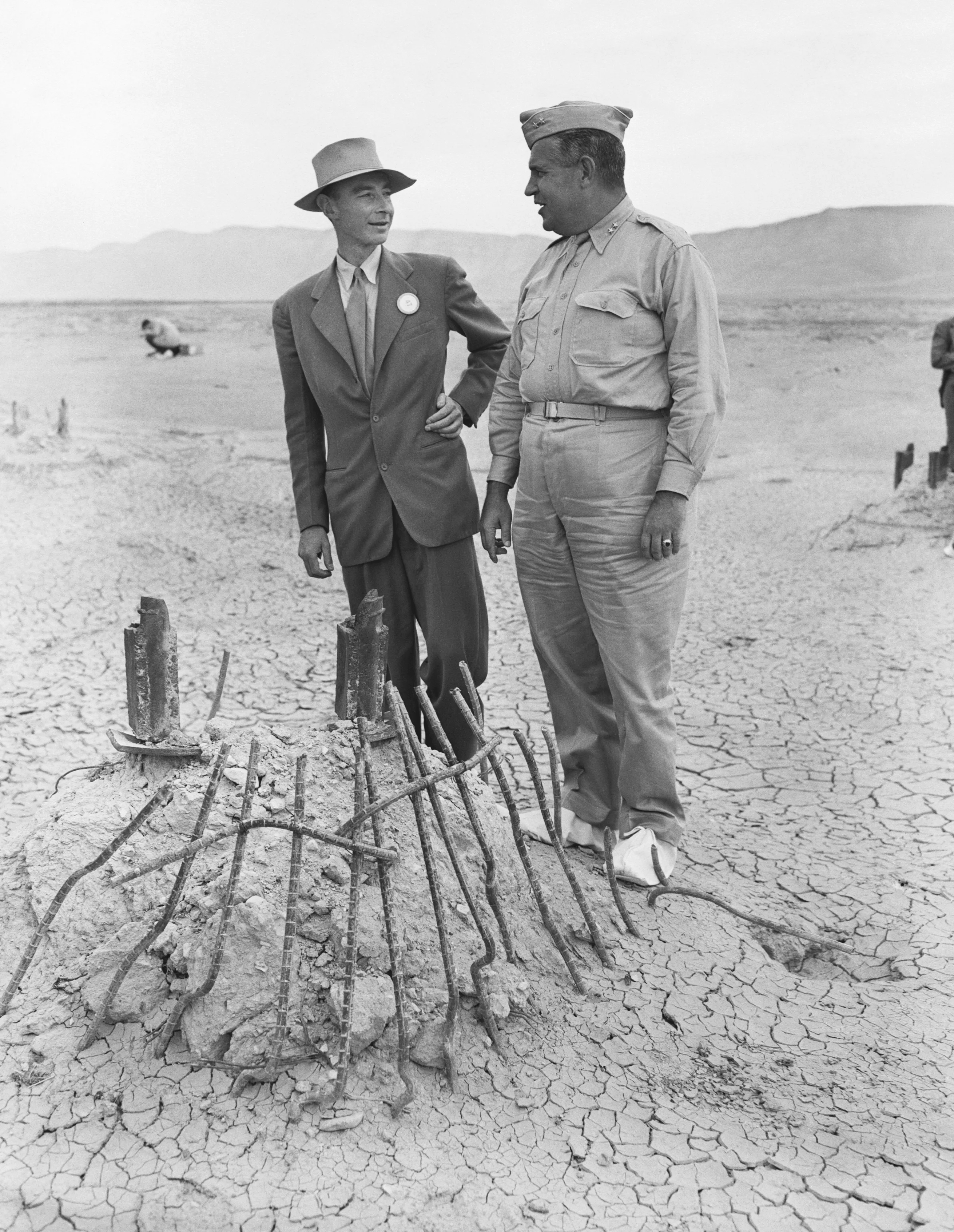
Groves i Oppenheimer al lloc de proves de Trinity el setembre de 1945. Les sabates blanques havien d'evitar que les precipitacions s'enganxessin a les soles de les sabates.

El 1943, el districte de Manhattan es va fer responsable de la recollida d'intel·ligència militar sobre la investigació atòmica de l'Eix. Groves va crear l'operació Alsos, equips especials d'intel·ligència que seguirien després de l'avanç dels exèrcits, reunint els científics enemics i recopilant quina informació tècnica i tecnologia podien. Finalment, els equips d'Alsos van operar a Itàlia, França i Alemanya. El sistema de seguretat s'assemblava al d'altres districtes d'enginyers. El districte de Manhattan va organitzar la seva pròpia contraintel·ligència que va anar creixent gradualment en mida i abast, però les mesures de seguretat estrictes no van poder impedir que els soviètics poguessin dur a terme un programa d'espionatge amb èxit que els robava alguns dels seus secrets més importants.
Groves es va reunir amb el general Henry H. Arnold, el cap de les Forces Aèries de l'exèrcit nord-americà, el març de 1944 per discutir el lliurament de les bombes acabades als seus objectius. Groves esperava que el Boeing B-29 Superfortress pogués portar les bombes acabades. El 509è Grup compost va ser degudament activat el 17 de desembre de 1944 al camp aeri de l'exèrcit de Wendover, Utah, sota el comandament del coronel Paul W. Tibbets. Es va establir un comitè d'objectius conjunt del districte de Manhattan i la USAAF per determinar quines ciutats del Japó haurien de ser objectiu. Va recomanar Kokura, Hiroshima, Niigata i Kyoto.
En aquest punt, el secretari de Guerra Henry L. Stimson va intervenir, anunciant que prendria la decisió de l'objectiu i que no autoritzaria el bombardeig de Kyoto. Groves va intentar que canviés d'opinió diverses vegades i Stimson es va negar cada vegada. Kyoto havia estat la capital del Japó durant segles i tenia una gran importància cultural i religiosa. Al final, Groves va demanar a Arnold que retirés Kyoto no només de la llista d'objectius nuclears, sinó també dels objectius per als bombardejos convencionals. Nagasaki va ser substituït per Kyoto com a objectiu.
Groves va ser ascendit a major general temporal el 9 de març de 1944. Després que els bombardejos atòmics d'Hiroshima i Nagasaki fos de coneixement públic, se li va concedir la Medalla del Servei Distingit. La seva citació deia:
| « | El general de comandament Leslie Richard Groves, com a general comandant del districte d'enginyers de Manhattan, les forces de servei de l'exèrcit, del juny de 1942 a l'agost de 1945 va coordinar, administrar i controlar un projecte d'importància mundial sense precedents: el desenvolupament de la bomba atòmica. La seva era la responsabilitat d'adquirir material i personal, reunir les forces del govern i la indústria, erigir grans plantes, combinar els esforços científics dels Estats Units i països estrangers i mantenir completament secreta la recerca d'una clau per alliberar energia atòmica. Va complir la seva tasca amb un èxit tan extraordinari que en un temps increïblement curt, el districte d'enginyers de Manhattan va resoldre aquest problema d'una complexitat sorprenent, derrotant els poders de l'eix en la carrera per produir un instrument les potencialitats en temps de pau no són menys meravelloses del que la seva aplicació en temps de guerra és impressionant. L'assoliment del general Groves té una importància insondable per al futur de la nació i del món. | » |

Groves havia estat nominat anteriorment a la Medalla de Servei Distingit pel seu treball al Pentàgon, però per evitar cridar l'atenció sobre el Projecte Manhattan, no s'havia atorgat en aquell moment. Després de la guerra, la Junta de Condecoracions va decidir canviar-la per una Legió del Mèrit. En reconeixement del seu treball en el projecte, el govern belga el va nomenar Comandant de l'orde de la Corona i el govern britànic el va convertir en company honorari de l'orde del Bany.

### Després de la guerra

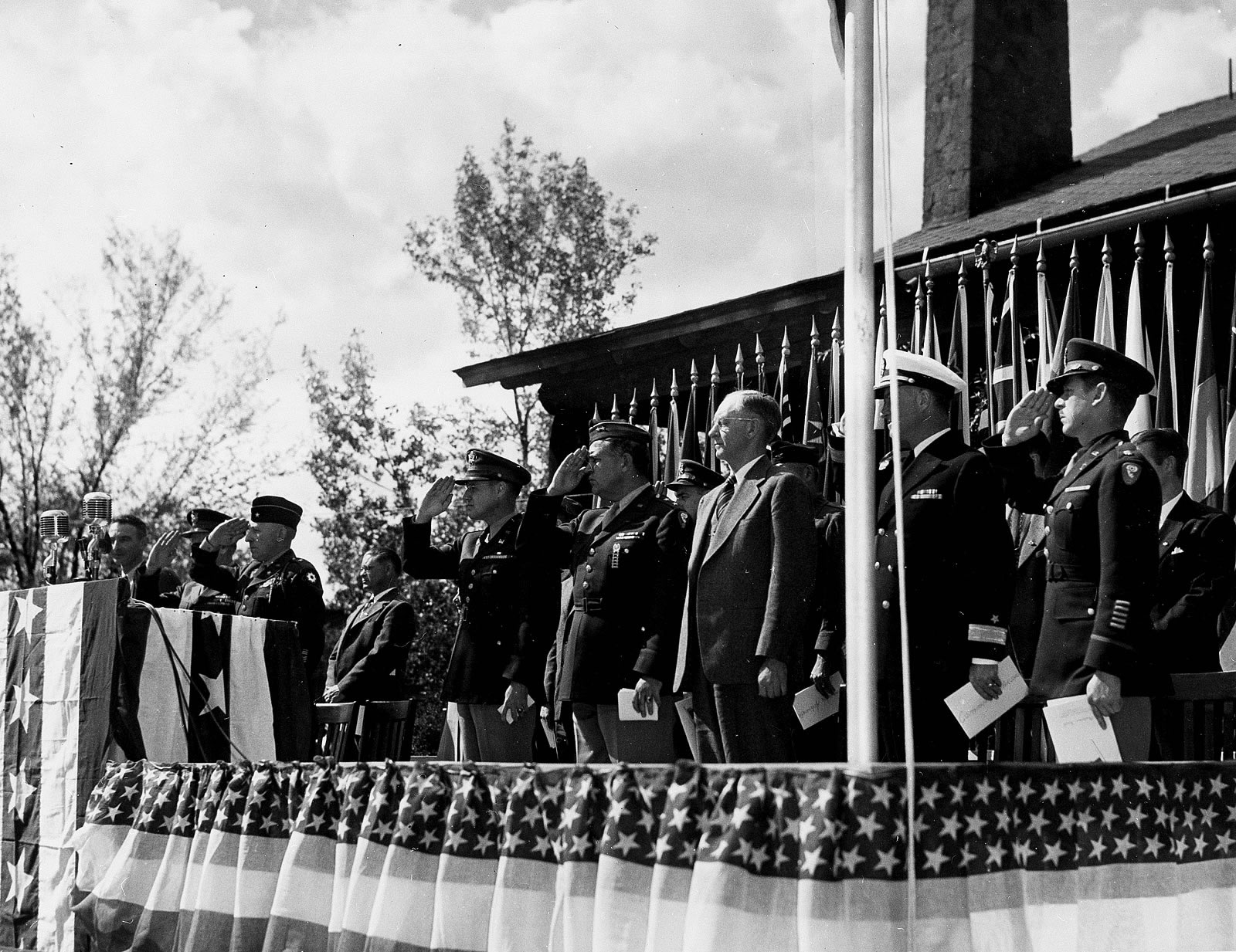
Presentació del premi "E" de l'Exèrcit-Marina a Los Alamos el 16 d'octubre de 1945. De peu, d'esquerra a dreta: Oppenheimer, no identificat, no identificat, Kenneth Nichols, Groves, Robert Sproul, William Parsons.

La responsabilitat de l'energia nuclear i les armes nuclears va ser transferida del districte de Manhattan a la Comissió d'Energia Atòmica l'1 de gener de 1947. El 29 de gener de 1947, el secretari de Guerra, Robert P. Patterson, i el secretari de la Marina, James V. Forrestal, va emetre una directiva conjunta per la qual es crea el Projecte d'Armes Especials de les Forces Armades (AFSWP) per controlar els aspectes militars de armes nuclears. Groves va ser nomenat el seu cap el 28 de febrer de 1947. A l'abril, AFSWP es va traslladar de l'edifici del Nou Departament de Guerra al cinquè pis del Pentàgon. Groves ja havia començat la nova missió creant la base Sandia el 1946.
El cap d'estat major de l'exèrcit dels Estats Units, el general de l'exèrcit Dwight D. Eisenhower, es va reunir amb Groves el 30 de gener de 1948 per avaluar el seu rendiment. Eisenhower va explicar una llarga llista de queixes sobre Groves relacionades amb la seva rudesa, arrogància, insensibilitat, menyspreu per les regles i maniobres de promoció fora del seu torn. Eisenhower va deixar clar que Groves mai es convertiria en Cap dels Enginyers.
Groves es va adonar que en l'exèrcit de postguerra que ràpidament s'estava forman, no se li donaria cap missió d'importància similar a la que havia ocupat al Projecte Manhattan, ja que aquests càrrecs anirien destinats als comandants de combat que tornaven d'ultramar, i va decidir abandonar l'exèrcit. En reconeixement del seu lideratge del Projecte Manhattan, va rebre una promoció honorífica a tinent general per Llei especial del Congrés, efectiva el 24 de gener de 1948, just abans de la seva jubilació el 29 de febrer de 1948. La seva data de rang va ser retrodatada al 16 de juliol de 1945, data de la prova nuclear de Trinity.

### Vida posterior

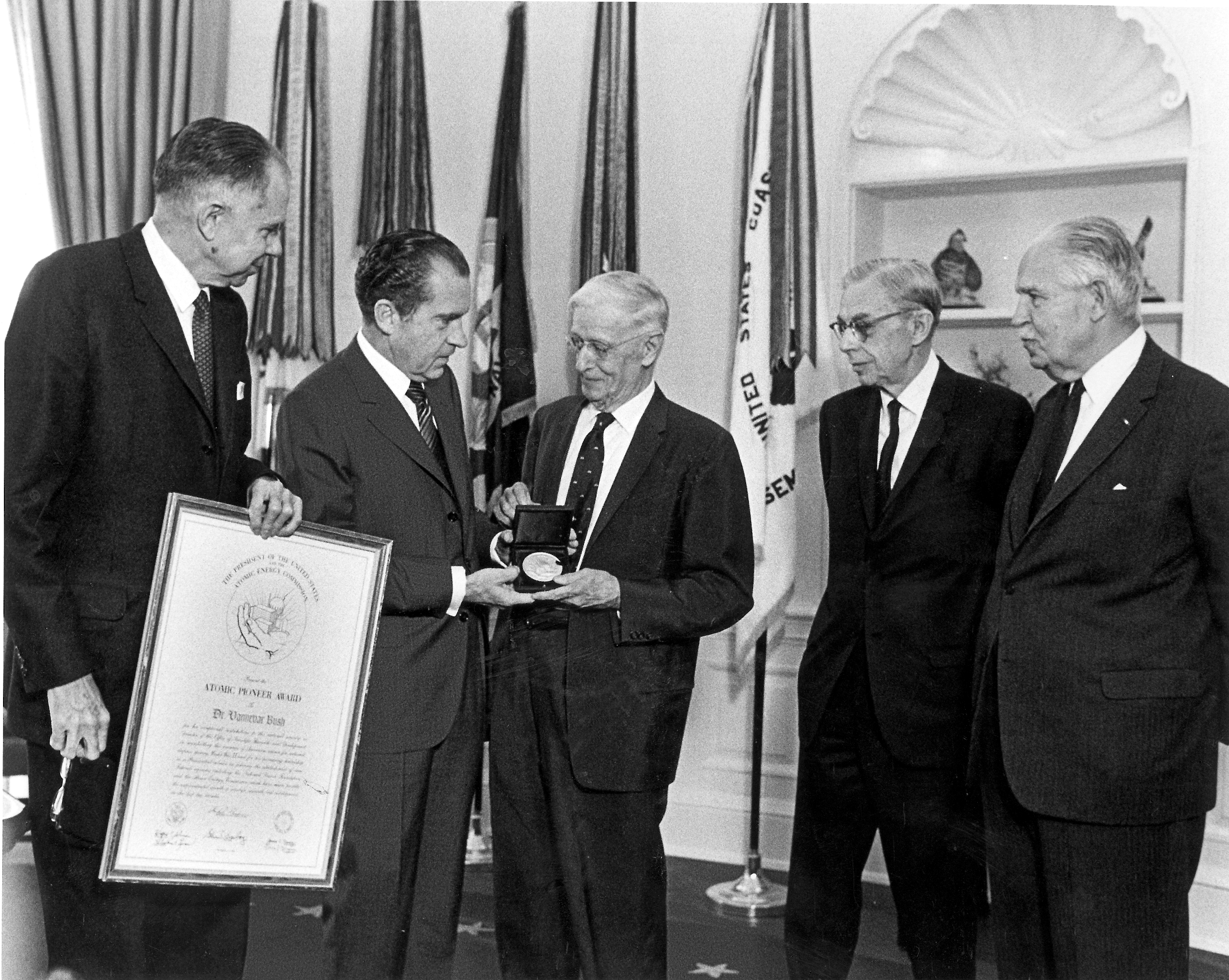
D'esquerra a dreta en una foto de novembre de 1969: Glenn Seaborg el president Richard Nixon i els tres guardonats amb el premi Atomic Pioneers: Vannevar Bush, James B. Conant i Groves

Groves va passar a ser vicepresident de Sperry Rand, una empresa d'equips i electrònica, i es va traslladar a Darien, Connecticut, el 1948, i es va retirar als 65 anys el 1961. També va exercir com a president de l'Organització d'antics alumnes de West Point, la Association of Graduates. Va lliurar al general de l'exèrcit Douglas MacArthur el premi Sylvanus Thayer l'any 1962, que va ser l'ocasió del famós discurs de MacArthur Sobre el deure, l'honor, el país davant el Cos de Cadets de l'Acadèmia Militar dels Estats Units. Quan es va retirar, Groves va escriure un relat del Projecte Manhattan titulat Now It Can Be Told, publicat originalment el 1962. El 1964, es va traslladar de nou a Washington, D.C.
Groves va patir un atac de cor causat per la calcificació crònica de la vàlvula aòrtica el 13 de juliol de 1970. Va ser traslladat d'urgència al Walter Reed Army Medical Center a Washington D.C., on va morir aquella nit als 73 anys. El funeral es va celebrar a la capella de Fort Myer, Virgínia, després del qual Groves va ser enterrat al Cementiri Nacional d'Arlington al costat del seu germà. Allen, que havia mort d'una pneumònia el 1916.

## Llegat
Groves està commemorat en un parc homònim al llarg del riu Columbia, prop del lloc de Hanford a Richland, Washington. A l'Acadèmia Militar dels Estats Units, el Premi Lieutenant General Leslie R. Groves s'atorga al cadet amb el GPA més alt en les classes principals associades a l'enginyeria nuclear.
La sèrie de la BBC de 1980,  Oppenheimer, va comptar amb Manning Redwood com a Groves. El mateix any, va ser interpretat per Richard Herd a la pel·lícula de televisió nord-americana Enola Gay: The Men, the Mission, the Atomic Bomb. A la pel·lícula de 1989 Fat Man and Little Boy, va ser interpretat per Paul Newman,  i a la pel·lícula feta per a televisió del mateix any, Day One, de Brian Dennehy. El 1995, Groves va ser interpretat per Richard Masur a la pel·lícula japonesa-canadenca per a televisió Hiroshima. Va ser interpretat per Eric Owens a l'Òpera Lírica de Chicago de 2007  Doctor Atomic. L'òpera segueix a Oppenheimer, Groves, Edward Teller i altres els dies anteriors a la prova Trinity. Groves és interpretat per Matt Damon a la pel·lícula Oppenheimer de Christopher Nolan de 2023.

## Dates de promoció
- Cadet - 15 de juny de 1916[71]
- Tinent de 2a – 1 de novembre de 1918[72]
- Tinent – 1 de maig de 1919[71]
- Capità – 20 d'octubre de 1934[71]
- Major – 1 de juliol de 1940[71]
- Tinent Coronel – 11 de desembre de 1942[73]
- Coronel – 14 de novembre de 1940[73]
- Brigadier – 6 de setembre de 1942[73] (temporal) - 6 de desembre de 1945[71]
- Major General – 9 de març de 1944 (temporal)[74] - 29 de febrer de 1948[74]
- Tinent General – 24 de gener de 1948 (amb efectes des del 16 de juliol de 1945, segons Dret Privat 394-A del 80è Congrés[74]

## Condecoracions
Medalla del Servei Distingit a l'Exèrcit
 Legió del Mèrit
 Medalla de la Victòria a la I Guerra Mundial
 Medalla de l'Exèrcit d'Ocupació d'Alemanya
 Medalla de la Campanya de Nicaragua
 Medalla del Servei de Defensa Americana
 Medalla de la Campanya Americana
 Medalla de la Victòria a la II Guerra Mundial
 Comandant de l'orde de la Corona (Bèlgica)
 Company honorífic de l'0rde del Bany (Regne Unit)
 Medalla Presidencial al Mèrit (Nicaragua)
 Insígnia de punteria (expert)
 Insígnia d'Identificació de l'Estat Major de l'Exèrcit